# Fistó

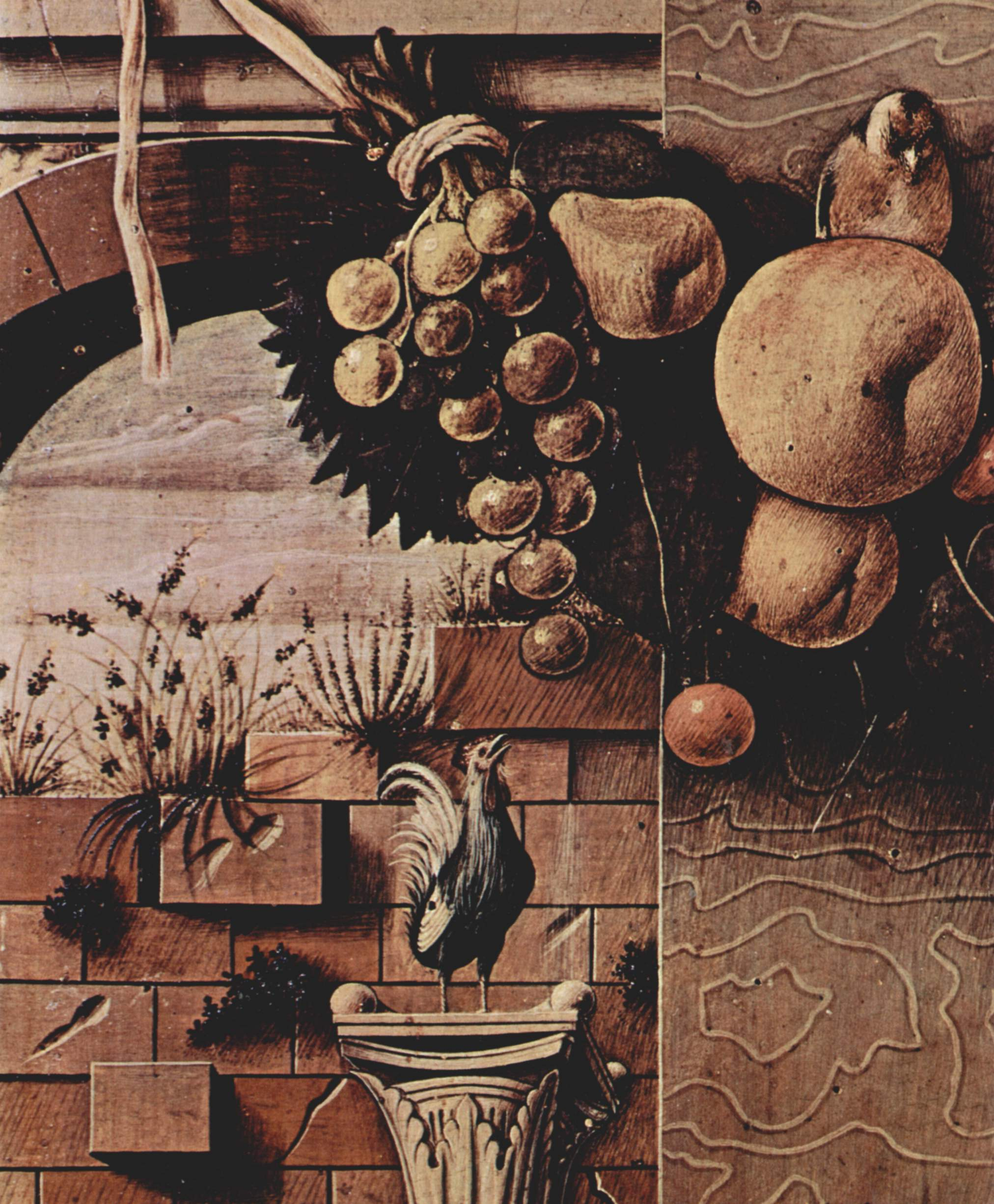
Fistó, per Carlo Crivelli

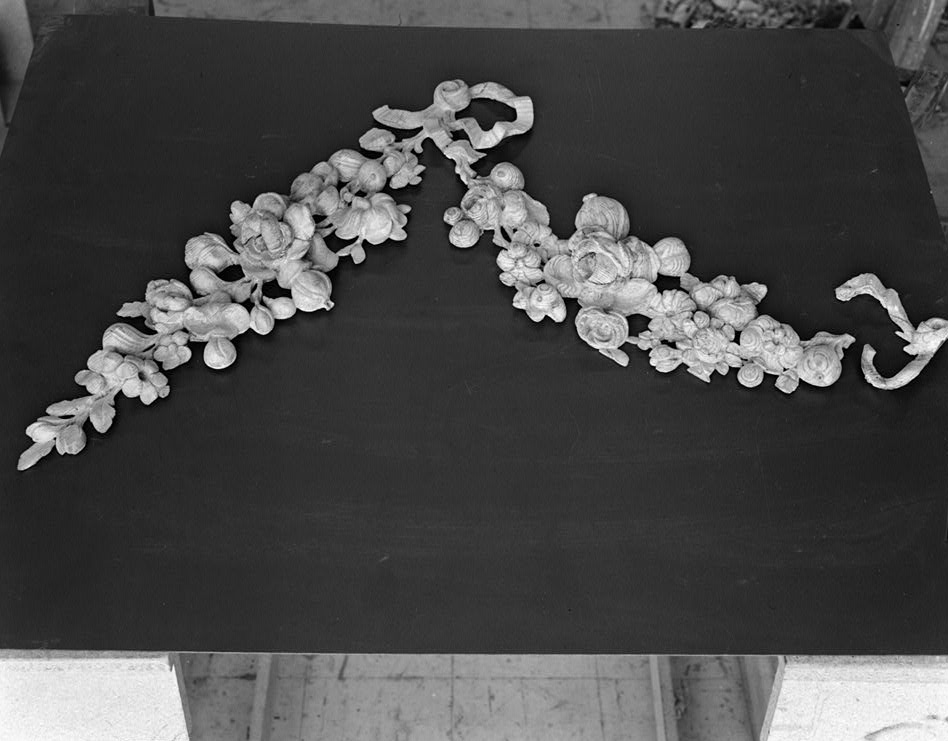
Fistó, d'Hammond-Harwood House

El fistó (de feston francés, de festone italià, del llatí tardà festo, originàriament una garlanda festiva, d'un festum llatí, banquet) o garlanda és una decoració arquitectònica que figura una cadena vegetal en forma d'arc invertit. El disseny el van fer servir els antics grecs i romans i va formar en gran part la decoració principal d'altars, frisos i panells. El seu origen és probablement a causa de la representació en pedra de les garlandes de flors naturals, fruits, etc. que eren penjades sobre la llinda d'una entrada els dies de festa o suspeses al voltant de l'altar. L'adorn es va fer servir més avant en arquitectura neoclàssica i les arts decoratives, especialment ceràmica i el treball de plateria.